# Stazione di Vasto
Stazione di Vasto egy vasútállomás volt Olaszországban, Vasto településen.

## Története
Az állomást 1864. április 25-én adták át az Ortona-Foggia-vasútvonallal együtt; 2005. márciusi bezárásáig működött, amikor a vonalat kétvágányúvá építették át. A bezárást követően az egész állomást parkolóvá alakították át, körülbelül 700 férőhellyel. A korábbi építményekből és létesítményekből mára (2018) csak az utasforgalmi épület, a mozdonyszín és a vízdaru maradt meg, amelyeken a vandalizmus egyértelmű jelei láthatók.

## Vasútvonalak
Az állomást az alábbi vasútvonalak érintik:
- Ancona–Lecce-vasútvonal

## Kapcsolódó állomások
A vasútállomáshoz az alábbi állomások vannak a legközelebb:
- Stazione di Porto di Vasto